# Toya narcissa
Toya narcissa är en insektsart som beskrevs av Ronald Gordon Fennah 1969. Toya narcissa ingår i släktet Toya och familjen sporrstritar. Inga underarter finns listade i Catalogue of Life.